# Wannebecq
Wannebecq (nld. Wannebeek) – dzielnica (section) miasta Lessines w Belgii, w Regionie Walońskim, w prowincji Hainaut, w okręgu Ath. 1 stycznia 2020 roku liczyła 683 mieszkańców. Do 31 grudnia 1964 samodzielna gmina.

## Demografia
Liczba mieszkańców, stan na 1 stycznia:
| Rok                | 1910 | 1930 | 1947 | 1961 | 2020 |
| ------------------ | ---- | ---- | ---- | ---- | ---- |
| Liczba mieszkańców | 874  | 784  | 750  | 693  | 683  |

## Transport
Przez teren dzielnicy przebiegają drogi regionalne N56, N521 i N529.